# WEST–EAST (науковий журнал)
WEST–EAST (Scientific Journal) — наукометричний журнал.
Рік заснування: листопад 2018. Тбілісі, Грузія.
Виходить двічі на рік (березень і жовтень)
ISSN (друкований) — 2587-5434. ISSN (електронний) — 2587-5523.
Індексація: CrossRef, ROAD-ISSN, Open journal Systems, WorldCat та ін.
Напрямки журналу:
1. Лінгвістика
2. Медіакультура
3. Переклад
4. Педагогіка. Методика викладання мов.

Мова видань: англійська, російська.
Головний редактор — Зоя Адамія, професор, доктор наук, Інститут історії, мови в Цхум-Абхазькій академії наук (Тбілісі, Грузія).
До науково-редакційної ради журналу входять відомі фахівці з різних країн світу.